# Девора
Девора (на иврит: דְּבוֹרָה, „пчела“) е персонаж от библейската Книга на съдиите, единствената жена съдия.
Съпруга на съдията Лапидот, Девора ръководи заедно с военачалника Варак успешна военна кампания срещу ханаанския владетел Иавин. Глава 5 на Книга на съдиите описва историята на Девора в поетична форма, като според някои автори е най-рано съставената част от Библията, датираща от XII век пр. Хр.